# Chika Umino
Chika Umino (羽海野 チカ?, Umino Chika; Adachi, 30 agosto ...) è una fumettista giapponese.
Le sue opere più conosciute sono Un marzo da leoni e Honey and Clover.
Umino Chika è lo pseudonimo con cui firma le sue opere sin dagli esordi, il suo vero nome è sconosciuto.

## Biografia
Nata il 30 agosto ad Adachi e diplomatasi presso la Tokyo Metropolitan Art and Craft High School. È proprio al liceo che inizia la sua carriera fumettistica, pubblicando alcuni doujinshi con il nome Umino Chika (derivante dal suo luogo preferito "Umi no Chikaku no Yuuenchi", letteralmente un parco vicino al mare).
Umino è una fan delle opere di Hayao Miyazaki e di Harry Potter.

## Carriera
Nel 2000 inizia sul magazine Shūeisha CUTiEcomic, la sua opera più nota: Honey and Clover. L'opera proseguirà poi sulla defunta Young YOU per concludersi nel 2006 su Chorus, con un totale di 10 volumi. Il manga è stato pubblicato in Italia da Planet Manga. La serie ha vinto nel 2003 il Premio Kodansha come miglior shōjo ed è stata adattata in anime nel 2005 da J.C.Staff.
Attualmente è al lavoro su Un marzo da leoni, pubblicato su Young Animal a partire dal 2007, adattato anch'esso in anime nel 2016 da Shaft.
Nel 2008 ha disegnato una copertina alternativa del 33° numero di Berserk e nel 2009 ha collaborato all'anime Higashi no Eden in qualità di character designer.